# Pachycephalidae
Pachycephalidae là một họ chim trong bộ Passeriformes.

## Phân loại học
Họ này hiện tại được công nhận gồm 5 chi với 61 loài. Danh sách các chi:
- Pseudorectes: 2 loài.
- Colluricincla: 5 loài.
- Melanorectes: 1 loài (Melanorectes nigrescens).
- Coracornis: (2 loài).
- Pachycephala: (51 loài).

### Tách ra
Các chi dưới đây theo các kết quả phân tích phân tử gần đây không thuộc về họ Pachycephalidae.
- Oreoicidae Sibley và Ahlquist, 1985 (Corvida, Orioloidea)
  - Oreoica
  - Aleadryas
  - Ornorectes
- Eulacestomidae Schodde và Christidis, 2014 (Corvida, Orioloidea)
  - Eulacestoma
- Falcunculidae Chenu và des Murs, 1853 (Corvida, Orioloidea)
  - Falcunculus
- Mohouidae Matthews, 1946 (Corvida, Mohouoidea)
  - Mohoua
  - Finschia
- Rhagologidae Schodde và Christidis, 2014 (Corvida, Malaconotoidea)
  - Rhagologus
- Hypocoliidae Delacour & Amadon, 1949 (Passerida, Bombycilloidea)
  - Hylocitrea
- Pardalotidae Strickland, 1842 (Meliphagida)
  - Pachycare

## Phát sinh chủng loài
Cây phát sinh chủng loài vẽ theo Aggerbeck et al. (2014), Andersen et al. (2014b), Dumbacher (2008), Jønsson et al. (2008b, 2008c, 2010a, 2011b, 2016).

|  | Pseudorectes  |
|  |               |
|  | Colluricincla |
|  |               |

|  | Melanorectes                                                |
|  |                                                             |
|  | \| \| Coracornis \| \| \| \| \| \| Pachycephala \| \| \| \| |
|  |                                                             |
|  | Coracornis                                                  |
|  |                                                             |
|  | Pachycephala                                                |
|  |                                                             |

|  | Coracornis   |
|  |              |
|  | Pachycephala |
|  |              |

|  | Pseudorectes  |
|  |               |
|  | Colluricincla |
|  |               |

|  | Melanorectes                                                |
|  |                                                             |
|  | \| \| Coracornis \| \| \| \| \| \| Pachycephala \| \| \| \| |
|  |                                                             |
|  | Coracornis                                                  |
|  |                                                             |
|  | Pachycephala                                                |
|  |                                                             |

|  | Coracornis   |
|  |              |
|  | Pachycephala |
|  |              |